# UFC Fight Night: Hunt vs. Mir
UFC Fight Night: Hunt vs. Mir è stato un evento di arti marziali miste tenuto dalla Ultimate Fighting Championship svolto il 20 marzo 2016 al Brisbane Entertainment Centre di Brisbane, Australia.

## Retroscena
Questo è stato il secondo evento organizzato dalla promozione a Brisbane, il primo fu UFC Fight Night: Hunt vs. Bigfoot svolto nel dicembre del 2013.
Nel main event della card si sfidarono nella categoria dei pesi massimi, Mark Hunt e l'ex due volte campione dei pesi massimi UFC Frank Mir.
L'incontro di pesi paglia femminili tra Bec Rawlings e Saohee Ham doveva inizialmente svolgersi all'evento UFC Fight Night: Miocic vs. Hunt. Tuttavia, il match venne cancellato a seguito di un infortunio subito dalla Ham; così l'intero incontro venne spostato per questo evento.
Justin Scoggins avrebbe dovuto affrontare Ben Nguyen, ma fu costretto a rinunciare ad una settimana dall'incontro per infortunio. Nguyen venne rimosso a sua volta.
Abel Trujillo doveva vedersela con l'inglese Ross Pearson. Tuttavia, Trujillo ebbe problemi con il visto d'ingresso per l'Australia e, di conseguenza, Pearson si ritrovò ad affrontare Chad Laprise. L'avversario iniziale di Laprise dovette invece affrontare Damien Brown.

## Risultati
|                                   | Divisione                      |                                |                                |                                | Metodo                                      | Round                          | Tempo                          | Premio                         |
| Card Principale (Fox Sports 1)    | Card Principale (Fox Sports 1) | Card Principale (Fox Sports 1) | Card Principale (Fox Sports 1) | Card Principale (Fox Sports 1) | Card Principale (Fox Sports 1)              | Card Principale (Fox Sports 1) | Card Principale (Fox Sports 1) | Card Principale (Fox Sports 1) |
| --------------------------------- | ------------------------------ | ------------------------------ | ------------------------------ | ------------------------------ | ------------------------------------------- | ------------------------------ | ------------------------------ | ------------------------------ |
|                                   | Pesi Massimi                   | Mark Hunt                      | batte                          | Frank Mir                      | KO (pugno)                                  | 1                              | 3:01                           | POTN                           |
|                                   | Pesi Welter                    | Neil Magny                     | batte                          | Hector Lombard                 | KO Tecnico (pugni)                          | 3                              | 0:46                           | POTN                           |
|                                   | Pesi Leggeri                   | Jake Matthews                  | batte                          | Johnny Case                    | Sottomissione (rear-naked choke)            | 3                              | 4:45                           | FOTN                           |
|                                   | Pesi Medi                      | Dan Kelly                      | batte                          | Antonio Carlos Junior          | KO Tecnico (pugni)                          | 3                              | 1:36                           |                                |
|                                   | Pesi Medi                      | Steve Bossé                    | batte                          | James Te Huna                  | KO (pugno)                                  | 1                              | 0:52                           |                                |
|                                   | Pesi Paglia (F)                | Bec Rawlings                   | batte                          | Seohee Ham                     | Decisione unanime (30-27, 30-27, 29-28)     | 3                              | 5:00                           |                                |
| Card Preliminare (Fox Sports 1)   |                                |                                |                                |                                |                                             |                                |                                |                                |
|                                   | Pesi Welter                    | Alan Jouban                    | batte                          | Brendan O'Reilly               | KO Tecnico (gomitate e pugni)               | 1                              | 2:15                           |                                |
|                                   | Pesi Piuma                     | Dan Hooker                     | batte                          | Mark Eddiva                    | Sottomissione (ghigliottina)                | 1                              | 1:24                           |                                |
|                                   | Pesi Gallo (F)                 | Leslie Smith                   | batte                          | Rin Nakai                      | Decisione unanime (30-27, 29-28, 29-28)     | 3                              | 5:00                           |                                |
|                                   | Pesi Welter                    | Viscardi Andrade               | batte                          | Richard Walsh                  | Decisione unanime (29-28, 29-28, 29-28)     | 3                              | 5:00                           |                                |
| Card Preliminare (UFC Fight Pass) |                                |                                |                                |                                |                                             |                                |                                |                                |
|                                   | Pesi Leggeri                   | Ross Pearson                   | batte                          | Chad Laprise                   | Decisione non unanime (28-30, 30-27, 29-28) | 3                              | 5:00                           |                                |
|                                   | Pesi Leggeri                   | Alan Patrick                   | batte                          | Damien Brown                   | Decisione unanime (30-26, 30-27, 30-27)     | 3                              | 5:00                           |                                |

## Premi
I lottatori premiati ricevettero un bonus di 50.000 dollari.
Legenda:
- FOTN: Fight of the Night (vengono premiati entrambi gli atleti per il miglior incontro dell'evento)
- POTN: Performance of the Night (viene premiato il vincitore per la migliore performance dell'evento)

## Incontri Annullati
|  | Divisione    |                 |        |               | Motivo                                         |
|  | ------------ | --------------- | ------ | ------------- | ---------------------------------------------- |
|  | Pesi Mosca   | Justin Scoggins | contro | Ben Nguyen    | Scoggins subì un infortunio                    |
|  | Pesi Leggeri | Ross Pearson    | contro | Abel Trujillo | Trujillo ebbe problemi con il visto d'ingresso |
|  | Pesi Leggeri | Chad Laprise    | contro | Alan Patrick  | Laprise venne spostato in un altro incontro    |